# 张春祥 (演员)
張春祥，旅日京剧演员。北京戏曲学校毕业，曾隶属于北京京剧院。

## 经历
- 曾在英国、波兰、澳大利亚演出《三岔口》和《四杰村》等剧目。
- 1989年赴日，出演了京剧《霸王别姬》。此后开始参与话剧、舞蹈、舞台工作等方面事业。
- 1993年和1998年，分别出演了《夜会Vol.5 太息花色今更易 此身虚度春雨中》和《夜会Vol.10 海啸》。
- 1996年开始负责京剧团“新潮剧院”的主持工作。
- 张春祥在中國时也有较多演出，如《西游记》、《三岔口》、《打鱼杀家》等。
- 张春祥在NHK从2011年由“BS时代剧”时段播出的电视剧《暴风雨》（又名《龍之女》、《琉球風暴》）中，扮演从清朝來琉球國册封尚育王的册封使。